# Prisma Labs
 (novembre 2023).
La mise en forme du texte ne suit pas les recommandations de Wikipédia : il faut le « wikifier ».
Les points d'amélioration suivants sont les cas les plus fréquents. Le détail des points à revoir est peut-être précisé sur la page de discussion.
- Les titres sont pré-formatés par le logiciel. Ils ne sont ni en capitales, ni en gras.
- Le texte ne doit pas être écrit en capitales (les noms de famille non plus), ni en gras, ni en italique, ni en « petit »…
- Le gras n'est utilisé que pour surligner le titre de l'article dans l'introduction, une seule fois.
- L'italique est rarement utilisé : mots en langue étrangère, titres d'œuvres, noms de bateaux, etc.
- Les citations ne sont pas en italique mais en corps de texte normal. Elles sont entourées par des guillemets français : « et ».
- Les listes à puces sont à éviter, des paragraphes rédigés étant largement préférés. Les tableaux sont à réserver à la présentation de données structurées (résultats, etc.).
- Les appels de note de bas de page (petits chiffres en exposant, introduits par l'outil «  Source ») sont à placer entre la fin de phrase et le point final[comme ça].
- Les liens internes (vers d'autres articles de Wikipédia) sont à choisir avec parcimonie. Créez des liens vers des articles approfondissant le sujet. Les termes génériques sans rapport avec le sujet sont à éviter, ainsi que les répétitions de liens vers un même terme.
- Les liens externes sont à placer uniquement dans une section « Liens externes », à la fin de l'article. Ces liens sont à choisir avec parcimonie suivant les règles définies. Si un lien sert de source à l'article, son insertion dans le texte est à faire par les notes de bas de page.
- La présentation des références doit suivre les conventions bibliographiques. Il est recommandé d'utiliser les modèles {{Ouvrage}}, {{Chapitre}}, {{Article}}, {{Lien web}} et/ou {{Bibliographie}}. Le mode d'édition visuel peut mettre en forme automatiquement les références.
- Insérer une infobox (cadre d'informations à droite) n'est pas obligatoire pour parachever la mise en page.

Pour une aide détaillée, merci de consulter Aide:Wikification.
Si vous pensez que ces points ont été résolus, vous pouvez retirer ce bandeau et améliorer la mise en forme d'un autre article.
 (novembre 2023).
Prisma Labs est une société du domaine de l'intelligence artificielle, fondée en 2016 par Andrey Usoltsev, Alexey Moiseenkov et une équipe de développeurs russes, basée à Sunnyvale, en Californie, et connue pour avoir les applications Prisma et Lensa,,. Andrey Usoltsev en est le président-directeur général.
Prisma Labs a levé 6 millions de dollars lors de son dernier tour de financement en mai 2019.

## Prisma
Prisma, lancé en 2016, est une application qui utilise l'intelligence artificielle pour convertir des photos dans différents styles artistiques,.

## Lensa AI
Lancé en 2018, Lensa AI est une application de retouche photographique et vidéo utilisant des outils d'IA pour améliorer la qualité des photos, dont en supprimant des caractères ressentis comme des imperfections, en corrigeant les effets d'yeux rouges ou de brillance, ou de mauvaise mise au point sur le visage.
Fin novembre 2022, Lensa a aussi lancé une fonctionnalité  (payante) dite « avatars magiques ». Elle utilise l'intelligence artificielle pour créer des portraits des utilisateurs dans différents styles, en quelques minutes, à partir de selfies téléchargés par les utilisateurs,,.
Lensa utilise Stable Diffusion (un modèle texte-image open source lancé par Stability AI en août 2022). La société affirme utiliser les photos des utilisateurs pour entraîner son IA, et son accord d'utilisation stipule que Lensa peut utiliser les photos, vidéos et autres contenus utilisateur pour « faire fonctionner ou améliorer Lensa », sans compensation. Ceci a été critiqué dans la mesure où Lensa a aussi été utilisé pour produire des images hypersexualisées de femmes et de filles, y compris pour contenu pornographique non consensuel, un biais qui ne semble pas présent quand il s'agit de traitement d'images représentant des hommes.